# تیم ملی فوتبال زیر ۲۱ سال ایتالیا
تیم ملی فوتبال زیر ۲۱ سال ایتالیا (انگلیسی: Italy national under-21 football team) یا تیم ملی فوتبال جوانان ایتالیا، نماینده کشور ایتالیا در مسابقات فوتبال جوانان اروپا و جهان است که زیر نظر اتحادیه فوتبال ایتالیا فعالیت می‌کند.

## رکوررد قهرمانی زیر ۲۱ سال اروپا
- ۱۹۷۸: شکست در یک چهارم نهایی.
- ۱۹۸۰: شکست در یک چهارم نهایی.
- ۱۹۸۲: شکست در یک چهارم نهایی.
- ۱۹۸۴: شکست در نیمه نهایی.
- ۱۹۸۶: نایب قهرمان.
- ۱۹۸۸: شکست در یک چهارم نهایی.
- ۱۹۹۰: شکست در نیمه نهایی.
- ۱۹۹۲: قهرمان.
- ۱۹۹۴: قهرمان.
- ۱۹۹۶: قهرمان.
- ۱۹۹۸: انتخاب نشد.
- ۲۰۰۰: قهرمان.
- ۲۰۰۲: شکست در نیمه نهایی.
- ۲۰۰۴: قهرمان.
- 2006: Finished 3rd of 4 in finals group.
- 2007: Finished 3rd of 4 in finals group; Winner of the Olympic qualification play-off.
- ۲۰۰۹: شکست در نیمه نهایی.
- ۲۰۱۱: انتخاب نشد.
- ۲۰۱۳: نایب قهرمان.
- ۲۰۱۵: انتخاب شده

## 2019-2020
جوانان ایتالیا برای qualification2020 تلاش میکنند.

## رکورد فوتبال در بازی‌های المپیک
Since 1992 Olympics football changed to U-23 event, and the European U-21 teams, technically is a U-23 teams.
The winner, runner-up and third place of UEFA U-21 Championship qualify for Olympics.
- پیش از ۱۹۹۲: See تیم ملی فوتبال ایتالیا
- ۱۹۹۲: شکست در یک چهارم نهایی
- ۱۹۹۶: Finished 4th of 4 in finals group
- ۲۰۰۰: شکست در یک چهارم نهایی
- ۲۰۰۴: نشان برنز
- ۲۰۰۸: شکست در یک چهارم نهایی
- ۲۰۱۲: نتخاب نشد

## مربیان
- ۱۹۷۶–۱۹۸۶: آزگلیو ویچینی
- ۱۹۸۶–۱۹۹۶: چزاره مالدینی
- ۱۹۹۶–۱۹۹۸: Rossano Giampaglia
- ۱۹۹۸–۲۰۰۰: مارکو تاردلی
- ۲۰۰۰–۲۰۰۶: کلائودیو جنتیله
- ۲۰۰۶–۲۰۱۰: پیرلویجی کاسیراگی
- ۲۰۱۰–۲۰۱۲: چرو فررارا
- ۲۰۱۲–۲۰۱۳: Devis Mangia
- ۲۰۱۳–۲۰۱۹: لوئیجی دی بیاجو